# Radosław Markowski
Radosław Markowski (ur. 6 czerwca 1957) – polski socjolog, politolog, nauczyciel akademicki i publicysta, profesor nauk społecznych, specjalista w zakresie porównawczych nauk politycznych i analizy zachowań wyborczych.

## Życiorys
Z wykształcenia socjolog, ukończył studia na Uniwersytecie Warszawskim. Doktoryzował się na tej samej uczelni w 1990 na podstawie napisanej pod kierunkiem Jana Daneckiego rozprawy pt. Używanie i nadużywanie alkoholu – korelaty problemu społecznego. W 2007 uzyskał w Instytucie Studiów Politycznych PAN stopień doktora habilitowanego nauk humanistycznych w dyscyplinie nauki o polityce. 9 lutego 2017 otrzymał tytuł naukowy profesora nauk społecznych.
Zawodowo był związany z Instytutem Studiów Politycznych Polskiej Akademii Nauk, na którym doszedł do stanowiska profesora nadzwyczajnego. W latach 1991–2014 pełnił funkcję kierownika Zakładu Badań Porównawczych nad Polityką w tym instytucie. Pełnił funkcję prorektora Collegium Civitas w Warszawie (1999–2000). Objął także stanowisko profesora w Szkole Wyższej Psychologii Społecznej, przekształconej później w SWPS Uniwersytet Humanistycznospołeczny. Został również dyrektorem Centrum Studiów nad Demokracją tej uczelni.
Jako przedstawiciel prezesa Rady Ministrów zasiadł w Radzie Centrum Badania Opinii Społecznej (CBOS); w latach 1994–1996 pełnił funkcję jego wicedyrektora. Związany również z Fundacją im. Stefana Batorego jako członek zarządu tej organizacji, a także z redakcjami czasopism politologicznych i socjologicznych (m.in. z „European Journal of Political Research”, „Political Studies”, „European Union Politics”). Autor licznych artykułów w czasopismach politologicznych, a także współautor i redaktor publikacji książkowych.
Był profesorem wizytującym na Duke University, University of Wisconsin-Madison, Rutgers University i Uniwersytecie Środkowoeuropejskim. Ekspert m.in. projektów fundacji Bertelsmann Stiftung oraz Varieties of Democracy. Członek lub kierownik licznych międzynarodowych komparatystycznych projektów badawczych.
W 2000 laureat nagrody zbiorowej Amerykańskiego Towarzystwa Nauk Politycznych (APSA) za najlepsze badanie porównawcze (jako członek komitetu zarządzającego projektem Comparative Study of Electoral Systems). W 2007 otrzymał Nagrodę im. Stefana Nowaka za zainicjowania Polskiego Generalnego Studium Wyborczego i badania zachowań wyborczych w Polsce.

## Odznaczenia
W 2011 został odznaczony Krzyżem Kawalerskim Orderu Odrodzenia Polski.

## Wybrane publikacje
- Post-Communist Party Systems: Competition, Representation and Inter-party Cooperation (red. nauk.), Cambridge University Press, Cambridge, 1999.
- Transformative paths in Central and Eastern Europe (współautor z Edmundem Wnuk-Lipińskim), Instytut Studiów Politycznych PAN, Warszawa 2001.
- System partyjny i zachowania wyborcze: dekada polskich doświadczeń (red. nauk.), Instytut Studiów Politycznych PAN, Warszawa 2002.
- Populizm a demokracja (red. nauk.), Instytut Studiów Politycznych PAN, Warszawa 2004.
- Europeanizing Party Politics: Comparative Perspectives on Central and Eastern Europe (red. nauk.), Manchester University Press, Manchester 2011.